# Крушере
Крушере (фр. Crucheray) насеље је и општина у централној Француској у региону Центар (регион), у департману Лоар и Шер која припада префектури Вандом.
По подацима из 2011. године у општини је живело 412 становника, а густина насељености је износила 16,2 становника/km². Општина се простире на површини од 25,43 km². Налази се на средњој надморској висини од 130 метара (максималној 132 m, а минималној 93 m).

## Демографија
| 1962. | 1968. | 1975. | 1982. | 1990. | 1999. | 2011. |
| ----- | ----- | ----- | ----- | ----- | ----- | ----- |
| 402   | 431   | 449   | 377   | 366   | 373   | 412   |

График промене броја становника у току последњих година